# Reinhard G. Pauly
Reinhard Georg Pauly (* 9. August 1920 in Breslau; † 26. September 2019) war ein deutsch-US-amerikanischer Musikwissenschaftler und Geiger.

## Leben
Reinhard Georg Pauly wurde 1920 als Sohn des Opern-Dramaturgen am Stadttheater Breslau Georg Pauly und der Klavierlehrerin Hermine Correns-Pauly geboren. Von 1935 bis 1937 studierte er am Klindworth-Scharwenka-Konservatorium in Berlin Geige. Nachdem sein Vater, Intendant des Stadttheaters Saarbrücken, 1935 nach Buenos Aires emigriert war und die Mutter mit Berufsverbot belegt worden war, emigrierte Pauly, der zum Kreis um Martin Niemöller gehörte, 1937 in die USA. Dort studierte er an der Columbia University Musikwissenschaften und schloss 1942 mit einem Bachelor of Arts ab. Nachdem er die US-amerikanische Staatsbürgerschaft zugesprochen bekommen hatte, diente er im Zweiten Weltkrieg im Nachrichtendienst der United States Army. Nach dem Krieg studierte er weiter und machte an der Columbia 1947 seinen Master. Einen weiteren Masterabschluss erreichte er in Violine an der Yale University. 1956 promovierte er über Michael Haydns geistliche Chormusik.
Seine Lehrtätigkeit begann 1948 am Lewis-Clark State College, wo er auch 1962 ordentlicher Professor wurde. Insgesamt lehrte er dort bis zu seiner Emeritierung 1985. Weitere Lehrtätigkeiten umfassten das Mozarteum in Salzburg und das Reed College in Portland, Oregon. Seine bekannteste musikwissenschaftliche Arbeit ist das Werk Music in the Classic Period, das in den USA fünf Auflagen erfuhr. Zudem schrieb er für einige Fachzeitschriften wie Musical Quarterly und die Salzburger Nachrichten.
Nach seiner Lehrtätigkeit war Pauly Herausgeber der Amadeus Press in Portland und gab über 40 musikwissenschaftliche Fachbücher heraus.
Musikalisch war er als Geiger und Bratscher unter anderem beim New Haven Symphony Orchestra, dem Portland (heute Oregon) Symphony Orchestra, dem Portland Opera Orchestra, dem Portland Baroque Orchestra und der Portland Festival Symphony aktiv.
Seinen Ruhestand verbrachte Pauly in Lake Oswego, Oregon.

## Werke (Auswahl)

### Sachbücher
- Michael Haydn’s Latin Proprium Missae Compositions (Dissertation). Yale University 1956.
- Music in the Classic Period. Prentice-Hall 1965.
- Music and the Theatre: An Introduction to Opera. 1970.

### Herausgeberschriften
- Gustav Mahler: The Symphonies. Zusammen mit Constantin Floros, Vernon Wicker und Jutta Wicker. Amadeus Press 1997, ISBN 1-57467-025-5.
- The Musical Dialogue: Thoughts on Monteverdi, Bach and Mozart. Zusammen mit Nikolaus Harnoncourt und Mary O’Neill. Amadeus Press 1997, ISBN 1-57467-023-9.
- Walter: Kolneder: The Amadeus book of the violin: construction, history, and music. Amadeus Press 1998, ISBN 1-57467-038-7.
- Mark A. Radice: Irvine’s Writing About Music. Zusammen mit Demar Irvine. Amadeus Press 1999, ISBN 1-57467-049-2.
- Harry Halbreich: Arthur Honegger. Amadeus Press 1999, ISBN 1-57467-041-7.